# Te busqué
Te busqué è una canzone pop scritta dalla cantante canadese Nelly Furtado e dai musicisti colombiani Juanes e Lester Mendez, per il terzo album della Furtado, Loose. È cantata con Juanes ed è stata pubblicata come primo singolo in Spagna e come quarto in America Latina nel 2006. Nel luglio 2007 è stata pubblicata come quinto singolo in Olanda e Germania.
È stata pubblicata in Spagna come primo singolo dell'album nel 2006, poiché in Spagna il genere Hip-Hop/R&B molto presente dell'album della Furtado e che caratterizza i singoli pubblicati negli altri paesi non è molto apprezzato
La canzone è stata pubblicat come secondo singolo anche in Cile, dove ha raggiunto la posizione numero 20.
È stato l'unico singolo in top10 della Furtado in America Latina dalla creazione della Latin America Top 40 nel maggio 2004.

## Classifiche
| Classifica (2006/2007) | Posizione massima |
| ---------------------- | ----------------- |
| Argentina              | 15                |
| Austria                | 25                |
| Bielorussia            | 10                |
| Germania               | 16                |
| Paesi Bassi            | 11                |
| Romania                | 86                |
| Russia                 | 14                |
| Svizzera               | 79                |
| Ucraina                | 22                |